# Xã Newmansville, Quận Cass, Illinois
Xã Newmansville (tiếng Anh: Newmansville Township) là một xã thuộc quận Cass, tiểu bang Illinois, Hoa Kỳ. Năm 2010, dân số của xã này là 50 người.